# Фурмарье, Поль Фредерик Жозеф
Поль Фредерик Жозеф Фурмарье (фр. Fourmarier Paul Frédéric Joseph) ( 25.12.1877, Ла-Юльп, Брабант, - 20.1.1970, Льеж) - бельгийский геолог-тектонист, палеонтолог и стратиграф. Член Королевской академии наук, литературы и изящных искусств (1919), президент Геологического общества Бельгии (1908-1933).

## Биография
Родился 25 декабря 1877 года в Ла-Юльпе (Бельгия). Окончил Льежский университет (1899). 
С 1901 по 1907 год  —  доцент кафедры геологии Льежского университета. 
В 1908 году избран президентом Геологического общества Бельгии. 
С 1900 по 1920 годы — инженер в Горном корпусе Бельгии. 
С 1920 года профессор, а с 1927 года — профессор геологии в Льежском университете. Занимал эту должность до выхода на пенсию в 1948 году.
Умер в Льеже 20 января 1970 года.

## Научная деятельность
Автор почти 600 публикаций. 
В частности:
- 1901: Девонско-каменноугольный бассейн Теу .
- 1906: Петрография и палеонтология каменноугольной формации, Х. Вайян-Карманн (Льеж), Выдержка из Анналов Геологического общества Бельгии. т. XXX, (онлайн-текст доступен на IRIS)
- 1907: Тектоника Арденн .
- 1916: Тектоника угольного бассейна Эно.
- 1931: Éléments de géologie
- 1933: Principes de géologie
- 1934: Vue d'ensemble de la géologie de la Belgique.
- 1939 : Hydrogéologie: introduction à l'étude des eaux, destinées à l'alimentation humaine et à l'industrie. éditions Masson, Paris
- 1954 : Prodrome d'une description géologique de la Belgique. Société géologique de Belgique, Liège, 826 p.

Основные труды посвящены геологии, стратиграфии, тектонике, гидрогеологии и геологии Бельгии, Бельгийского Конго (ныне Заир) и других регионов Центральной Африки. Особое внимание уделял изучению складчатых структур и кливажа; описал шарьяжи в Арденнах. Занимался проблемой дрейфа континентов.
В 1913 году изучал геологическое строение на территории бывшего Бельгийского Конго, а также в Тунисе.
В 1934 году опубликовал работу под названием «Обзор геологии Бельгии», которая стала первым полным геологическим описанием Бельгии.

## Признание, награды
- Генеральный секретарь Бельгийского геологического общества (1908–33).
- Награждён медалью Волластона Лондонского геологического общества (1957)[5].

## Память
- С 1937 года Королевская академия наук, литературы и изящных искусств Бельгии присуждает премию Поля-Фурмарье.

- Именем Фурмарье назван минерал фурмарьерит.